# USS LST-763
O USS LST-763 foi um navio de guerra norte-americano da classe LST que operou durante a Segunda Guerra Mundial.